# Ryūji Fujiyama
Ryūji Fujiyama (jap. 藤山 竜仁 Fujiyama Ryūji; ur. 9 czerwca 1973) – japoński piłkarz występujący na pozycji obrońcy.

## Kariera klubowa
Od 1992 do 2010 roku występował w klubach F.C. Tokyo i Consadole Sapporo.